# فرودگاه مایکوپ
فرودگاه مایکوپ (به انگلیسی: Maykop Airport) (به زبان بومی: Aeroport Maykop) یک فرودگاه همگانی است که یک باند فرود خاک دارد و طول باند آن ۲۶۰۰ متر است. این فرودگاه در شهر مایکوپ کشور روسیه قرار دارد و در ارتفاع ۲۰۷ متری از سطح دریا واقع شده‌است.